# Thesium pleuroloma
Thesium pleuroloma är en sandelträdsväxtart som beskrevs av Arthur William Hill. Thesium pleuroloma ingår i släktet spindelörter, och familjen sandelträdsväxter. Inga underarter finns listade i Catalogue of Life.